# محمد الرمیحی
محمد الرمیحی بازیکن فوتبال حرفه‌ای بحرینی است که هم‌اکنون در باشگاه فوتبال الحد و تیم ملی فوتبال بحرین بازی می‌کند.
وی سابقه بازی در البحرین را دارد.
او در بازی مقابل امارات اولین گل جام ملت‌های آسیا ۲۰۱۹ را به‌ثمر رساند.